# Yokote
Yokote (横手市?) è una città giapponese della prefettura di Akita.
Nel 2005 ha incorporato la città di Omonogawa.